# Lolo Jones
Lori "Lolo" Jones (Baton Rouge, 5 de agosto de 1982) é uma atleta norte-americana, especialista nos 100 metros com barreiras.
É bicampeã mundial indoor em Valência 2008, e Doha 2010, da prova dos 60 metros com barreiras. Participou dos Jogos Olímpicos de Pequim 2008, ficando em sétimo lugar nos 100 metros com barreiras.